# ヒュー・バントン
ヒュー・バントン（Hugh Banton、1949年4月 - )は、イギリスのオルガン奏者、キーボード奏者、ベーシスト、オルガン製作者。

## 来歴
- 1968年

ヴァン・ダー・グラフ・ジェネレーター(以下、VDGG)に加入。
- 1969年

VDGG解散。
VDGG再結成に参加。
- 1972年

VDGG解散。
- 1973年

デヴィッド・ジャクソン、ガイ・エヴァンス、ニック・ポッター等とロング・ハローを結成。
- 1974年

VDGG再結成に参加。
- 1976年

VDGG脱退。ランカシャーのオルガン開発・設計会社に勤務。
- 1992年

チェシャーで「The Organ Workshop」を設立。
- 1997年

ガイ・エヴァンス&ピーター・ハミルのライブに客演。ここではVDGGとしても演奏している。
- 2001年

バッハのハープシコード用楽曲「ゴルトベルク変奏曲」を自ら設計したオルガンで演奏した、ファースト・ソロ・アルバムを録音。
- 2004年

VDGG再結成に参加。
- 2009年

ホルストの組曲「惑星」を自ら設計したオルガンで演奏した、セカンド・ソロ・アルバムを録音。(配信限定リリース)

## ディスコグラフィ

### ソロ・アルバム
- ヨハン・ゼバスティアン・バッハ : The Goldberg Variations (2002年)

2001年録音。バッハのハープシコード用楽曲「ゴルトベルク変奏曲」をバントン設計のオルガンで演奏したもの。
- グスターヴ・ホルスト : The Planets (2009年)

配信限定リリース→後に通常発売。ホルストの組曲「惑星」を自ら設計したオルガンで演奏したもの。
- ヨハン・ゼバスティアン・バッハ : HB plays JSB on HB3 (HB3 organ system) (2019年)

### バンド・グループ
ヴァン・ダー・グラフ・ジェネレーター
ロング・ハロー
- The Long Hello (1973年)

1曲多重録音(キーボード/ベース/ドラム)による演奏、1曲ベースを演奏している他はエンジニアとして参加している。
ジャクソン/バントン/エヴァンス
- Gentlemen Prefer Blues (1986年)

### 主なセッション参加作品
- ピーター・ハミル : 『フールズ・メイト』 - Fool's Mate (1971年) ※オルガン、ピアノ
- ピーター・ハミル : 『カメレオン・イン・ザ・シャドウ・オブ・ザ・ナイト』 - Chameleon in the Shadow of the Night (1973年) ※オリガン、ピアノ、ベース
- ピーター・ハミル : 『ザ・サイレント・コーナー・アンド・ジ・エンプティ・ステージ』 - The Silent Corner and the Empty Stage (1974年) ※オルガン、ベース
- ピーター・ハミル : 『ネイディアーズ・ビッグ・チャンス』 - Nadir's Big Chance (1975年) ※オルガン、ピアノ、ベース
- セブンス・ウェイヴ : 『サイ・ファイ』 - Psi-Fi (1975年) ※オルガン
- Judge Dread : Bedtime Stories (1975年) ※オルガン
- ピーター・ハミル : 『ザ・ラヴ・ソングス』 - The Love Songs (1984年 コンピレーション) ※ピアノ
- ピーター・ハミル : 『スキン』 - Skin (1986年) ※チェロ
- クリス・ジャッジ・スミス : Democrazy (1991年) ※ピアノ、ギター。1967年～1977年録音
- ピーター・ハミル : Everyone You Hold (1997年) ※オルガン
- ガイ・エヴァンス & ピーター・ハミル : The Union Chapel Concert (1997年) ※オルガン

VDGG名義での「Lemmings」を収録している。
- ジャッジ・スミス : Curly's Airships (2000年) ※オルガン

バントン、ピーター・ハミル、デヴィッド・ジャクソン、ジョン・エリス、アーサー・ブラウン等参加。
「もしもスミスが脱退せずにVDGGを率いていたら…」を想像させる作品となっている。

### その他
- Guy Evans With Life Of Riley & David Jackson : The Long Hello Volume Four (1993年) ※オリジナルは1983年

1993年の復刻CDに『The Long Hello』ファースト・アルバム時のアウトテイク(エヴァンス、ジャクソン、バントン、ピエロ・メッシーナ(g)による)、「Looking At You」を収録している。